# 柯秉中
柯秉中（Ko Ping-chung，1995年9月18日—）外號天王殺手，身高165公分，為台灣撞球運動員，畢業於台北海洋科技大學。哥哥柯秉逸也是台灣撞球運動員。

## 學歷
- 宜蘭縣立國華國民中學
- 臺北市立復興高級中學
- 臺北海洋科技大學

## 成績
- 2010年全日本錦標賽亞軍
- 2011年世界盃雙打賽4強
- 2013年世界青少年9號球錦標賽冠軍
- 2014年CSI10號球邀請賽亞軍
- 2014年CSI8號球邀請賽冠軍
- 2014年曼尼·帕奎奥盃10號球雙打錦標賽4強
- 2015年WPA世界10號球錦標賽4強
- 2015年WPA世界9號球錦標賽4強
- 2015年第四屆史坦威經典賽亞軍
- 2016年PPA巡迴賽第一站亞軍
- 2017年CBSA彭州美式9球國際公開賽4強
- 2017年夏季世界大學運動會撞球比賽9號球雙打金牌
- 2018年國際9號球公開賽亞軍
- 2018年全日本錦標賽4強
- 2019年WPA世界10號球錦標賽冠軍
- 2019年WPA世界9號球錦標賽4強
- 2019、2020年世界排名第一
- 2022年世界盃花式撞球雙打賽季軍隊伍（中華台北隊：柯秉逸、柯秉中）
- 2023年馬爾地夫10號球公開賽冠軍
- 2023年羅馬尼亞布加勒斯特公開賽亞軍
- 2023年斬皮頭16強邀請賽冠軍
- 2023年菲律賓鯊魚國際9號球公開賽冠軍
- 2023年美國公開賽冠軍
- 2023年卡達公開賽亞軍
- 2023年台灣台北公開賽冠軍
- 2023年APF亞洲9號球公開賽第9名
- 2024年拉斯維加斯公開賽季軍
- 2024年美國9號球超級聯賽季軍
- 2024年印尼萬隆JRX10號球公開賽冠軍
- 2024年越南河內公開賽第9名
- 2024年台灣台北公開賽季軍
- 2025年台灣CTPBA職業撞球巡迴賽第一站冠軍
- 2025年台灣CTPBA職業撞球巡迴賽第二站亞軍
- 2025年中國北京昌平獨牙傳奇中式9球全球總決賽第17名
- 2025年世界10號球錦標賽資格賽第三站冠軍
- 2025年世界10號球錦標賽資格賽第四站冠軍

## 外部連結
- Ko Pin-Chung - Billiard Walker （页面存档备份，存于）